# Astracantha eriocephala
Astracantha eriocephala là một loài thực vật có hoa trong họ Đậu. Loài này được (Willd.) Podlech miêu tả khoa học đầu tiên.